# John E. Fogarty

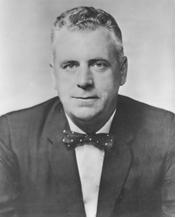
John E. Fogarty

John Edward Fogarty (* 23. März 1913 in Providence, Rhode Island; † 10. Januar 1967 in Washington, D.C.) war ein US-amerikanischer Politiker. Zwischen 1941 und 1967 vertrat er den zweiten Wahlbezirk des Bundesstaates Rhode Island im US-Repräsentantenhaus.

## Leben
John Fogarty besuchte die La Salle Academy und das Providence College. Danach absolvierte er bis 1930 eine Handwerkslehre als Maurer. Er zog in das zur Stadt Glocester gehörende Dorf Harmony, wo er als Maurer arbeitete. Außerdem wurde er Präsident der Maurergewerkschaft von Rhode Island.
Fogarty war Mitglied der Demokratischen Partei und wurde 1940 als deren Kandidat im zweiten Distrikt von Rhode Island in das US-Repräsentantenhaus in Washington gewählt. Dort trat er am 3. Januar 1941 die Nachfolge von Harry Sandager von der Republikanischen Partei an. Nachdem er bei allen folgenden Kongresswahlen bis einschließlich 1966 jeweils bestätigt wurde, konnte er vom 3. Januar 1941 bis zu seinem Tod am 10. Januar 1967 im Kongress verbleiben. Lediglich zwischen dem 7. Dezember 1944 und dem 7. Februar 1945 ließ er sein Mandat ruhen, weil er in dieser Zeit in der US-Marine diente. Während seiner über 25-jährigen Mitgliedschaft im Kongress erlebte er den Zweiten Weltkrieg, den Koreakrieg und den Beginn des Kalten Krieges. Ein innenpolitischer Schwerpunkt jener Jahre war die Diskussion um die Bürgerrechtsbewegung.
John Fogarty starb am 10. Januar 1967, nur eine Woche nach dem Beginn einer weiteren Legislaturperiode im Kongress. Sein Mandat fiel dann nach einer Nachwahl an seinen Parteikollegen Robert Tiernan. Sein Neffe Charles J. Fogarty war von 1999 bis 2007 Vizegouverneur von Rhode Island.